# Íñigo Botas
Íñigo Botas Armentia (Vitoria, 1953- Oviedo, 22 de febrero de 2013) fue un director y guionista de cine español.

## Biografía
Licenciado en Derecho por la Universidad de Navarra, fue director y guionista de cine español nacido en la ciudad alavesa de Vitoria en 1953. Además, cursó estudios de Cine en el Taller de Artes Imaginarias. Fue fundador de la productora Filmes del Oasis, con la que se producen películas publicitarias, industriales y cortometrajes. Falleció el 22 de febrero de 2013 en Oviedo a los 59 años.

## Filmografía
- Párvulos (1978, dirección, guion), cortometraje.[1]
- Érase dos veces (1979, dirección, guion), cortometraje.[4][5]
- El exhibicionista (1980, dirección, guion), largometraje.[1][6]
- Best Seller (1982, dirección, guion), largometraje.[1][7]
- Iniciativa privada, Antonio A. Ferré (1986, ayudante de dirección), cortometraje.[1]
- Pintadas, Juan Estelrich (1997, ayudante de dirección), largometraje.[4]

## Premios
- Premio de la Federación Internacional de Cortometrajes de Oberhausen (1978) por Érase dos veces.
- Segundo Premio de Ficción, sección Nacionalidades, en el Certamen Internacional de Cine Documental y cortometraje de Bilbao (1980) por El exhibicionista.
- Premio en el Gasteizko Bideo Jaialdia (1992) por el videoclip Dicen.[1]